# Jessica Hardy
Jessica Adele Hardy (Long Beach (Californië), 12 maart 1987) is een voormalige zwemster uit de Verenigde Staten. Op de langebaan was Hardy houdster van de wereldrecords op de 50 en de 100 meter schoolslag. Op de kortebaan had ze het wereldrecord op de 50 meter schoolslag in haar bezit. Ze vertegenwoordigde haar vaderland op de Olympische Zomerspelen 2012 in Londen.

## Carrière
In Montreal verbeterde de WK-debutante uit Californië, lid van zwemvereniging Irvine Novaquatics, in de halve finales het wereldrecord op haar favoriete afstand, maar moest ze in de eindstrijd voorrang verlenen aan de Australische Leisel Jones. Ook op de 50 meter schoolslag moest Hardy, sinds 2002 getraind door Dave Salo, genoegen nemen met de tweede plaats. Samen met Natalie Coughlin, Rachel Komisarz en Amanda Weir sleepte ze de zilveren medaille in de wacht op de 4x100 meter wisselslag.
Op de wereldkampioenschappen kortebaanzwemmen 2006 in Shanghai veroverde Hardy de bronzen medaille op de 50 meter schoolslag, op de 100 meter schoolslag eindigde ze op de vierde plaats. Op de 4x100 meter wisselslag vormde ze samen met Mary DeScenza, Elaine Breeden en Amanda Weir een team in de series, in de finale legden Margaret Hoelzer, Tara Kirk, Rachel Komisarz en Maritza Correia beslag op de zilveren medaille. Voor haar aandeel in de series ontving Hardy de zilveren medaille. In Victoria nam de Amerikaanse deel aan de Pan Pacific kampioenschappen zwemmen 2006, op dit toernooi eindigde ze als negende op de 100 meter schoolslag. Op de 200 meter schoolslag en de 100 meter vlinderslag strandde ze in de series, samen met Natalie Coughlin, Rachel Komisarz en Amanda Weir sleepte ze de gouden medaille in de wacht op de 4x100 meter wisselslag.
Tijdens de wereldkampioenschappen zwemmen 2007 in Melbourne veroverde Hardy de wereldtitel op de 50 meter schoolslag, op de 100 meter schoolslag eindigde ze op de vierde plaats. In de series van de 4x100 meter wisselslag zwom ze samen met Leila Vaziri, Dana Vollmer en Amanda Weir, in de finale legden Natalie Coughlin, Tara Kirk, Rachel Komisarz en Lacey Nymeyer beslag op de zilveren medaille. Voor haar inspanningen in de series werd Hardy beloond met de zilveren medaille. Op de wereldkampioenschappen kortebaanzwemmen 2008 in Manchester sleepte de Amerikaanse de wereldtitels in de wacht op de 50 en de 100 meter schoolslag, op de 50 meter vrije slag eindigde ze op de vierde plaats. Op de 4x100 meter wisselslag veroverde ze samen met Margaret Hoelzer, Rachel Komisarz en Kara Denby de wereldtitel, samen met Rachel Komisarz, Emily Silver en Kara Denby eindigde ze als vijfde op de 4x100 meter vrije slag.
In juli 2008 werd bekendgemaakt door het Amerikaanse antidopingbureau USADA dat ze vlak voor de Olympische Spelen van 2008 in Peking positief getest was op het gebruik van het verboden middel Clenbuterol. Ze kreeg hiervoor in mei 2009 een schorsing van een jaar opgelegd.

### Comeback
Bij haar rentree, op de US Open 2009 in Federal Way, verbeterde Hardy de wereldrecords op de 50 en 100 meter schoolslag. In het najaar van 2009 eiste de Amerikaanse de eindzege in de wereldbeker zwemmen 2009 voor zich op.
Tijdens de Pan Pacific kampioenschappen zwemmen 2010 in Irvine veroverde de Amerikaanse de gouden medaille op zowel de 50 meter vrije slag als de 50 meter schoolslag, daarnaast eindigde ze als zesde op de 50 meter vlinderslag en als negende op de 100 meter vrije slag. Op de 4x100 meter vrije slag legde ze samen met Natalie Coughlin, Amanda Weir en Dana Vollmer beslag op de gouden medaille, samen met Natalie Coughlin, Rebecca Soni en Dana Vollmer sleepte ze de gouden medaille in de wacht op de 4x100 meter wisselslag. In Dubai nam Hardy deel aan de wereldkampioenschappen kortebaanzwemmen 2010, op dit toernooi eindigde ze als vierde op de 50 meter vrije slag. Op de 4x100 meter vrije slag veroverde ze samen met Natalie Coughlin, Katie Hoff en Dana Vollmer de zilveren medaille, samen met Natalie Coughlin, Rebecca Soni en Dana Vollmer zwom ze naar de zilveren medaille op de 4x100 meter wisselslag.
Op de wereldkampioenschappen zwemmen 2011 in Shanghai heroverde de Amerikaanse haar wereldtitel op de 50 meter schoolslag, daarnaast eindigde ze als achtste op de 50 meter vrije slag. Op de 4x100 meter vrije slag legde ze samen met Natalie Coughlin, Missy Franklin en Dana Vollmer beslag op de zilveren medaille.
Tijdens de Olympische Zomerspelen van 2012 in Londen eindigde Hardy als zevende op de 50 meter vrije slag en als achtste op de 100 meter vrije slag, samen met Missy Franklin, Lia Neal en Allison Schmitt sleepte ze de bronzen medaille in de wacht op de 4x100 meter vrije slag. Op de 4x100 meter wisselslag zwom ze samen met Rachel Bootsma, Breeja Larson en Claire Donahue in de series, in de finale veroverden Missy Franklin, Rebecca Soni, Dana Vollmer en Allison Schmitt de gouden medaille. Voor haar inspanningen in de series werd Hardy beloond met de gouden medaille. In Istanboel nam de Amerikaanse deel aan de wereldkampioenschappen kortebaanzwemmen 2012. Op dit toernooi eindigde ze als vijfde op zowel de 50 als de 100 meter schoolslag, op de 100 meter vrije slag eindigde ze op de zevende plaats. Samen met Megan Romano, Lia Neal en Allison Schmitt werd ze wereldkampioene op de 4x100 meter vrije slag, op de 4x100 meter wisselslag legde ze samen met Olivia Smoliga, Claire Donahue en Megan Romano beslag op de bronzen medaille.
In Barcelona nam Hardy deel aan de wereldkampioenschappen zwemmen 2013. Op dit toernooi veroverde ze een bronzen medaille op de 50 en de 100 meter schoolslag. Samen met Missy Franklin, Dana Vollmer en Megan Romano won ze de finale van de 4x100 meter wisselslag.

## Internationale toernooien
| Jaar | Olympische Spelen                                                                                           | WK langebaan                                                                         | WK kortebaan                                                                                        | PanPacs | Pan-Ams       |
| ---- | --- | ------------------------------------------------------------------------------------ | --------------------------------------------------------------------------------------------------- | --- | ------------- |
| 2005 | | 50m schoolslag · 100m schoolslag · 4x100m wisselslag                                 | | |               |
| 2006 | |                                                                                      | 50m schoolslag · 4e 100m schoolslag · 4x100m wisselslag · Hardy zwom enkel de series                | 9e 100m schoolslag · 18e 200m schoolslag · 25e 100m vlinderslag · 4x100m wisselslag                               |               |
| 2007 | | 50m schoolslag · 4e 100m schoolslag · 4x100m wisselslag · Hardy zwom enkel de series | | | geen deelname |
| 2008 | geen deelname                                                                                               |                                                                                      | 4e 50m vrije slag · 50m schoolslag · 100m schoolslag · 5e 4x100m vrije slag · 4x100m wisselslag     | |               |
| 2009 | | geen deelname                                                                        | | |               |
| 2010 | |                                                                                      | 4e 50m vrije slag · 4x100m vrije slag · 4x100m wisselslag                                           | 50m vrije slag · 9e 100m vrije slag · 50m schoolslag · 6e 50m vlinderslag · 4x100m vrije slag · 4x100m wisselslag |               |
| 2011 | | 8e 50m vrije slag · 50m schoolslag · 4x100m vrije slag                               | | | geen deelname |
| 2012 | 7e 50m vrije slag · 8e 100m vrije slag · 4x100m vrije slag · 4x100m wisselslag · Hardy zwom enkel de series |                                                                                      | 7e 100m vrije slag · 5e 50m schoolslag · 5e 100m schoolslag · 4x100m vrije slag · 4x100m wisselslag | |               |
| 2013 | | 50m schoolslag · 100m schoolslag · 4x100m wisselslag                                 | | |               |
| 2014 | |                                                                                      | geen deelname                                                                                       | 12e 50m vrije slag · 100m schoolslag · 4x100m wisselslag                                                          |               |
| 2015 | | 5e 50m schoolslag 10e 100m schoolslag 4e 4x100m wisselslag                           | | | geen deelname |
| 2016 | geen deelname                                                                                               |                                                                                      | geen deelname                                                                                       | |               |

## Persoonlijke records
(Bijgewerkt tot en met 10 augustus 2013)
Kortebaan
| Afstand         | Tijd    | Datum            | Plaats     |
| --------------- | ------- | ---------------- | ---------- |
| 50m vrije slag  | 23,96   | 10 november 2009 | Stockholm  |
| 100m vrije slag | 53,46   | 12 april 2008    | Manchester |
| 50m schoolslag  | 28,80   | 15 november 2009 | Berlijn    |
| 100m schoolslag | 1.03,30 | 14 november 2009 | Berlijn    |

Langebaan
| Afstand         | Tijd    | Datum           | Plaats      |
| --------------- | ------- | --------------- | ----------- |
| 50m vrije slag  | 24,48   | 5 juli 2008     | Omaha       |
| 100m vrije slag | 53,86   | 1 augustus 2012 | Londen      |
| 50m schoolslag  | 29,80   | 7 augustus 2009 | Federal Way |
| 100m schoolslag | 1.04,45 | 7 augustus 2009 | Federal Way |

Gele achtergrond: voormalig wereldrecord.